# Chương trình giữa hiệp Super Bowl XLIX
Chương trình giữa hiệp Super Bowl XLIX diễn ra vào ngày 1 tháng 2 năm 2015, tại sân vận động của Đại học Phoenix ở Glendale, Arizona, như một phần của Super Bowl XLIX. Trong đó có ca sĩ người Mỹ Katy Perry, với ca sĩ Lenny Kravitz và rapper Missy Elliott là khách mời đặc biệt. Chương trình giờ nghỉ giải lao đã được giới phê bình đánh giá cao và chương trình phát sóng trên NBC đã thu hút 118,5 triệu người xem ở Hoa Kỳ và 120,7 triệu người trên toàn thế giới, khiến nó trở thành chương trình giải lao được xem nhiều nhất trên mạng. Chương trình giờ nghỉ giải lao được nhiều người xem hơn phần thi đấu chính trong chương trình Super Bowl XLIX và giành được hai giải thưởng Emmy vào tháng 9 năm 2015. 

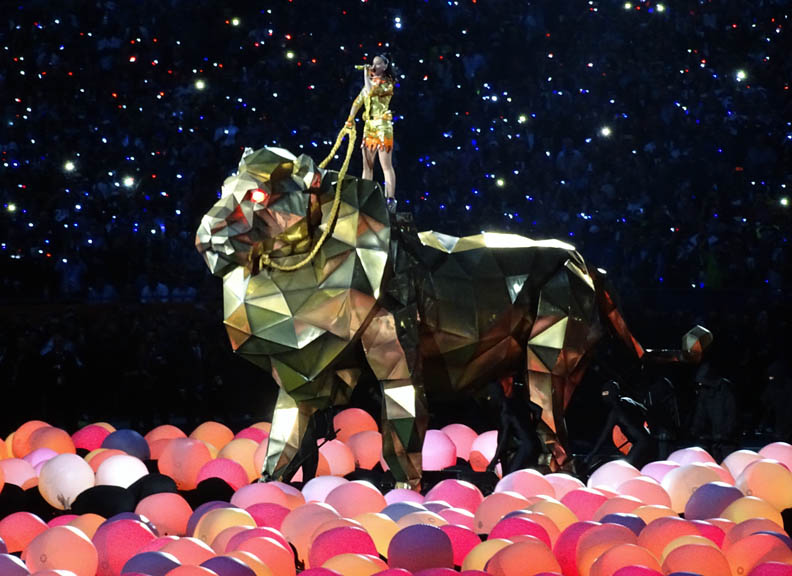
Katy Perry mở đầu chương trình giờ nghỉ giải lao.

## Tóm tắt

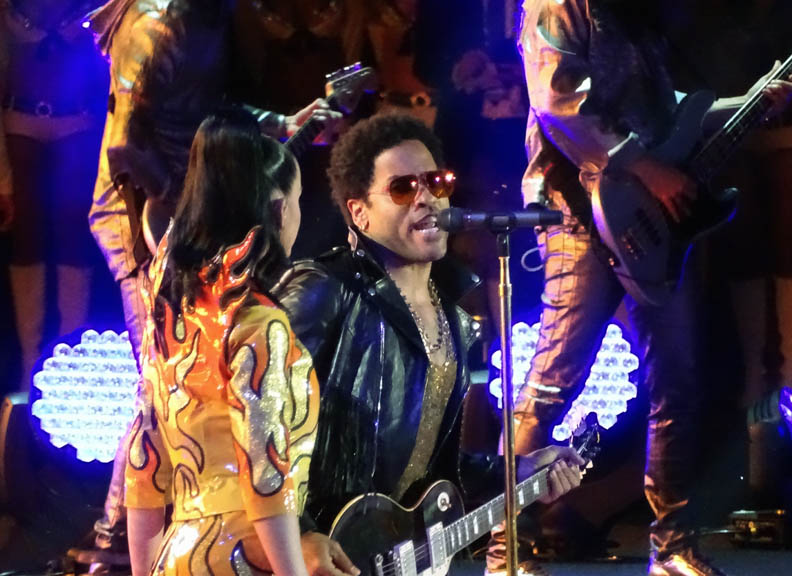
Lenny Kravitz biểu diễn cùng Perry tại chương trình giải lao

Khi bắt đầu chương trình giờ nghỉ giải lao, những người tham gia trên sân đã giơ những quả cầu ánh sáng tạo ra  hình chiếu phổi cảnh góc nhìn cao logo của Pepsi. Perry bước vào sân vận động cưỡi trên một con sư tử kim loại lớn bằng vàng, mở màn cho buổi trình diễn của cô bằng màn "Roar. Sau đó, cô tiếp tục hát "Dark Horse". Sau đó, Perry đã cùng Lenny Kravitz tạo ra một phiên bản song ca của "I Kissed a Girl", trong đó có phần va chạm với Kravitz và ngọn lửa bùng nổ đằng sau họ. Trong ba bài hát này, Perry mặc một chiếc váy rực lửa, với mái tóc đen buộc đuôi ngựa. Trang phục được mô tả là "quần áo tương đương với ngọn lửa" và "trang phục lửa".
Sân khấu và hiện trường chuyển sang một khung cảnh bãi biển "mát mẻ", với các vũ công hóa trang thành cá mập, cây cọ và những quả bóng bãi biển tươi cười nhảy múa xung quanh Perry. Cô đã thay quần áo và hát "Teenage Dream" và "California Gurls". Rapper Missy Elliott sau đó đã xuất hiện, biểu diễn các bài hát "Get Ur Freak On" và "Work It". Sau khi Perry rời khỏi sân khấu mất một thời gian ngắn, Elliott đã hát "Lose Control". Perry trở lại và mặc một "chiếc áo choàng đầy sao" cho bài hát kết thúc của cô, "Firework". Cô rời khỏi sân khấu một cái bục hẹp được gắn vào một ngôi sao băng, và bay phía trên đám đông. Trong màn trình diễn này, pháo hoa đã nổ xung quanh Perry và sân vận động.

## Đánh giá

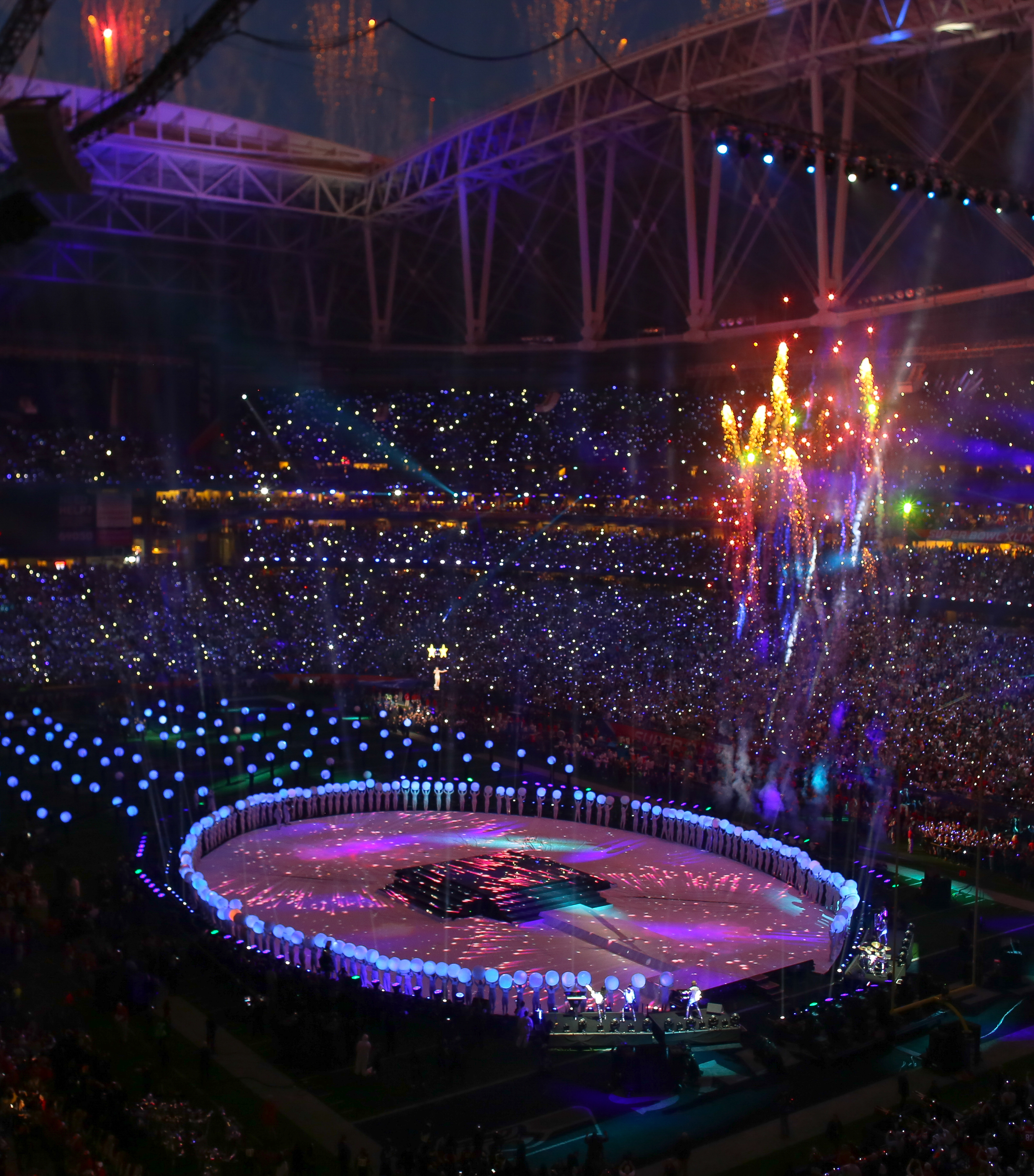
Một cảnh quay xa của hiệu suất chương trình giờ nghỉ giải lao và sân khấu

Tại lễ trao giải Emmy Nghệ thuật sáng tạo Primetime lần thứ 67 vào ngày 12 tháng 9 năm 2015, chương trình giờ nghỉ giải lao đã giành giải thưởng cho Thiết kế chiếu sáng / Hướng chiếu sáng xuất sắc cho Trang phục đặc biệt và xuất sắc cho chương trình tạp kỹ hoặc đặc biệt. Chương trình giờ nghỉ giải lao cũng được đề cử cho Chương trình giải trí hành động trực tuyến định dạng ngắn xuất sắc.

## Danh sách trình diễn
Danh sách được lấy nguồn từ Billboard. 
1. "Roar"
2. "Dark Horse"
3. "I Kissed a Girl" (với Lenny Kravitz)
4. "Teenage Dream"
5. "California Gurls"
6. "Get Ur Freak On" / "Work It" (với Missy Elliott)
7. "Lose Control" (Missy Elliott solo)
8. "Firework"